# Чемпионат СССР по лёгкой атлетике в помещении 1984
Чемпионат СССР по лёгкой атлетике в помещении 1984 года прошёл 17—19 февраля в Москве в легкоатлетическом манеже спорткомплекса «Крылатское». На протяжении 3 дней были разыграны 22 комплекта медалей.
Высокие результаты показали мужчины в толкании ядра. Шесть человек отправили снаряд за 20 метров, три призёра — за 21 метр, а чемпион Сергей Каснаускас дважды по ходу турнира улучшил высшее европейское достижение: 21,42 м в четвёртой попытке и 21,46 м в шестой.
В беге на 800 метров у мужчин рекорд СССР установил Виктор Калинкин, пробежавший дистанцию за 1.47,77. Ещё одно всесоюзное достижение оказалось на счету спринтера Александра Евгеньева, выигравшего 200 метров с результатом 20,83.
Тройку призёров у мужчин на дистанции 3000 метров разделили всего 0,14 секунды, а победа досталась Геннадию Фишману (7.54,77).
Чемпионат СССР по многоборьям в помещении проводился отдельно 10—11 февраля 1984 года в Запорожье.

## Командное первенство
| Место | Команда        |
| ----- | -------------- |
| 1     | РСФСР          |
| 2     | Украинская ССР |
| 3     | Москва         |

## Медалисты

### Мужчины
| Дисциплина       | Золото                                  | Золото  | Серебро                                   | Серебро | Бронза                                    | Бронза  |
| ---------------- | --------------------------------------- | ------- | ----------------------------------------- | ------- | ----------------------------------------- | ------- |
| 60 м             | Александр Шумилов РСФСР Владивосток     | 6,65    | Александр Евгеньев Ленинград              | 6,67    | Николай Юшманов Ленинград                 | 6,68    |
| 200 м            | Александр Евгеньев Ленинград            | 20,83   | Анатолий Литвинов РСФСР Липецк            | 21,27   | Сергей Кончиц Белорусская ССР Гомель      | 21,33   |
| 400 м            | Василий Поликашин Москва                | 47,07   | Сергей Ловачёв Узбекская ССР Ташкент      | 47,24   | Алиф Алиев Грузинская ССР Тбилиси         | 47,40   |
| 800 м            | Виктор Калинкин РСФСР Пенза             | 1.47,77 | Александр Костецкий РСФСР Улан-Удэ        | 1.48,68 | Леонид Масунов Украинская ССР Одесса      | 1.48,78 |
| 1500 м           | Игорь Лоторёв РСФСР Курск               | 3.44,65 | Эрик Барковский Латвийская ССР Даугавпилс | 3.44,99 | Сергей Астапенко Белорусская ССР Минск    | 3.45,03 |
| 3000 м           | Геннадий Фишман Белорусская ССР Минск   | 7.54,77 | Валерий Абрамов РСФСР Московская область  | 7.54,85 | Виталий Тищенко Украинская ССР Киев       | 7.54,91 |
| 60 м с барьерами | Андрей Прокофьев РСФСР Свердловск       | 7,66    | Игорь Казанов Латвийская ССР Даугавпилс   | 7,78    | Георгий Шабанов РСФСР Псков               | 7,81    |
| Прыжок в высоту  | Валерий Середа Ленинград                | 2,30 м  | Александр Котович Украинская ССР Киев     | 2,30 м  | Алексей Демьянюк Украинская ССР Львов     | 2,28 м  |
| Прыжок с шестом  | Александр Крупский РСФСР Иркутск        | 5,65 м  | Сергей Смольяков РСФСР Московская область | 5,60 м  | Радион Гатауллин Узбекская ССР Ташкент    | 5,60 м  |
| Прыжок в длину   | Оганес Степанян Армянская ССР Ленинакан | 8,08 м  | Юрий Морковкин РСФСР Ростов-на-Дону       | 7,99 м  | Константин Семыкин Москва                 | 7,88 м  |
| Тройной прыжок   | Владимир Плеханов Москва                | 17,09 м | Григорий Емец Украинская ССР Кривой Рог   | 16,86 м | Марис Бружикс Латвийская ССР Стучка       | 16,66 м |
| Толкание ядра    | Сергей Каснаускас Белорусская ССР Минск | 21,46 м | Янис Боярс Латвийская ССР Лимбажи         | 21,25 м | Владимир Киселёв Украинская ССР Кременчуг | 21,06 м |

### Женщины
| Дисциплина       | Золото                                        | Золото  | Серебро                                         | Серебро | Бронза                                   | Бронза  |
| ---------------- | --------------------------------------------- | ------- | ----------------------------------------------- | ------- | ---------------------------------------- | ------- |
| 60 м             | Ольга Антонова РСФСР Иркутск                  | 7,29    | Светлана Жиздрикова Москва                      | 7,34    | Ольга Золотарёва РСФСР Иркутск           | 7,43    |
| 200 м            | Наталья Бочина Ленинград                      | 23,59   | Ольга Антонова РСФСР Иркутск                    | 23,68   | Лилия Новосельцева РСФСР Грозный         | 23,70   |
| 400 м            | Марина Степанова Ленинград                    | 53,39   | Людмила Джигалова Украинская ССР Харьков        | 53,55   | Людмила Белова Москва                    | 53,72   |
| 800 м            | Екатерина Подкопаева РСФСР Московская область | 2.00,70 | Равиля Аглетдинова Белорусская ССР Минск        | 2.00,82 | Ирина Подъяловская Москва                | 2.01,40 |
| 1500 м           | Татьяна Хамитова Украинская ССР Запорожье     | 4.09,25 | Татьяна Позднякова РСФСР Улан-Удэ               | 4.09,55 | Наталья Боборова Ленинград               | 4.09,78 |
| 3000 м           | Галина Захарова РСФСР Челябинск               | 8.50,40 | Наталья Боборова Ленинград                      | 8.51,55 | Галина Киреева Ленинград                 | 8.55,86 |
| 60 м с барьерами | Вера Акимова Москва                           | 7,93    | Татьяна Малюванец Украинская ССР Ворошиловград  | 8,01    | Мария Мерчук Молдавская ССР Кишинёв      | 8,15    |
| Прыжок в высоту  | Людмила Бутузова Узбекская ССР Чирчик         | 1,93 м  | Светлана Николаева Украинская ССР Ворошиловград | 1,93 м  | Галина Бригадная Туркменская ССР Ашхабад | 1,93 м  |
| Прыжок в длину   | Ольга Ануфриева РСФСР Горький                 | 6,64 м  | Елена Иванова Москва                            | 6,60 м  | Галина Чистякова Москва                  | 6,59 м  |
| Толкание ядра    | Нуну Абашидзе Украинская ССР Одесса           | 20,88 м | Наталья Лисовская Москва                        | 19,88 м | Наталья Ахрименко Ленинград              | 19,37 м |

## Чемпионат СССР по многоборьям
Чемпионы страны в многоборьях определились 10—11 февраля 1984 года в Запорожье в манеже «Запорожсталь». Мужчины состязались в восьмиборье, женщины — в шестиборье.

### Мужчины
| Дисциплина   | Золото                               | Золото            | Серебро                                | Серебро           | Бронза                     | Бронза           |
| ------------ | ------------------------------------ | ----------------- | -------------------------------------- | ----------------- | -------------------------- | ---------------- |
| Восьмиборье* | Вадим Подмарёв Узбекская ССР Ташкент | 6539 очков (6701) | Павел Тарновецкий Украинская ССР Львов | 6480 очков (6641) | Александр Арешин Ленинград | 6462 очка (6623) |

### Женщины
| Дисциплина  | Золото                             | Золото            | Серебро                            | Серебро           | Бронза                          | Бронза            |
| ----------- | ---------------------------------- | ----------------- | ---------------------------------- | ----------------- | ------------------------------- | ----------------- |
| Шестиборье* | Надежда Виноградова РСФСР Улан-Удэ | 5539 очков (5674) | Татьяна Шпак Украинская ССР Донецк | 5485 очков (5639) | Марина Спирина РСФСР Свердловск | 5406 очков (5507) |

* Для определения победителя в соревнованиях многоборцев использовалась старая система начисления очков. Пересчёт с использованием современных таблиц перевода результатов в баллы приведён в скобках.